# デクスター (ISS)

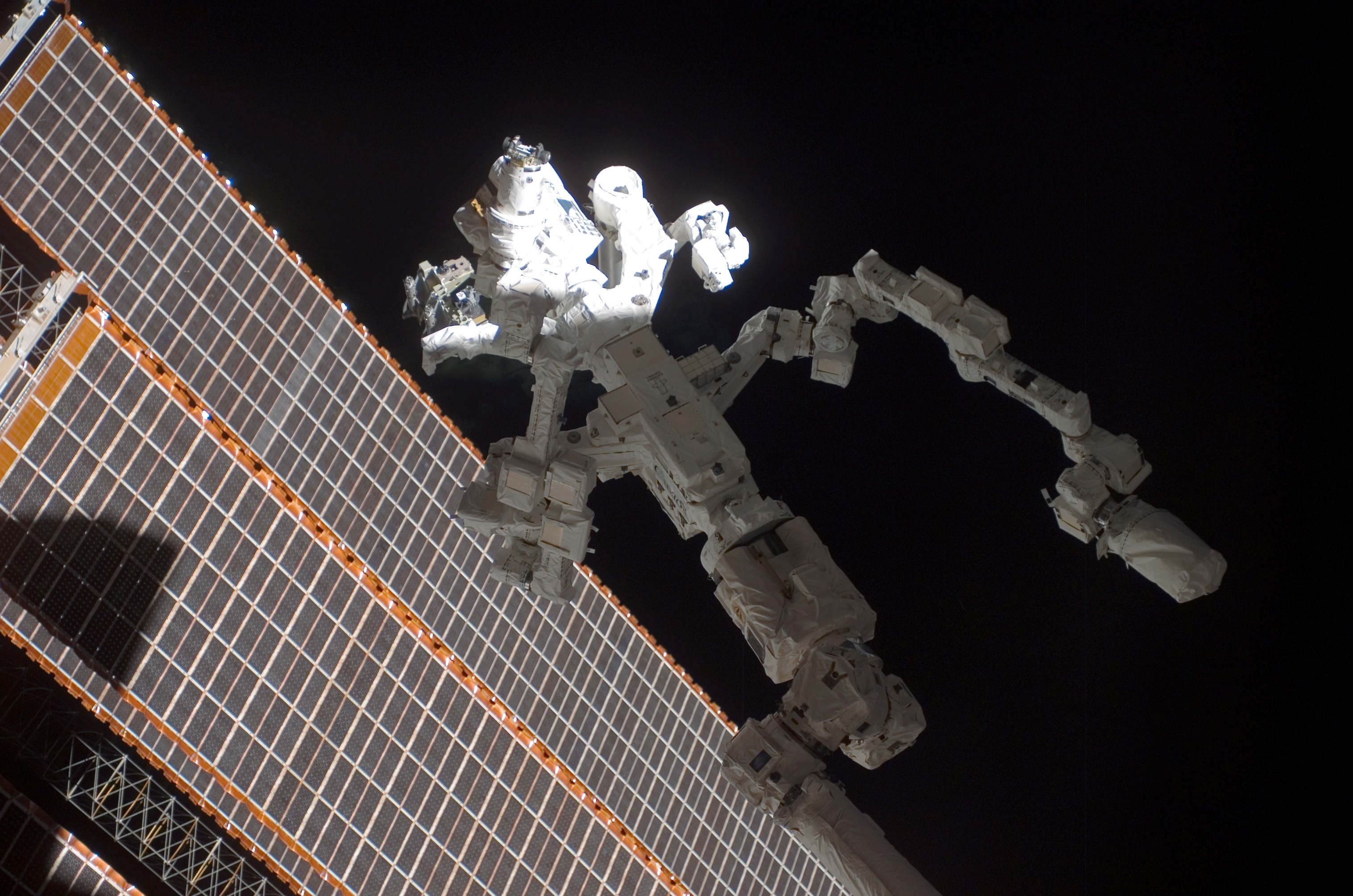
デクスター

デクスター（Dextre）は、2本のアームを持ったロボットで、国際宇宙ステーションのカナダアーム2を構成する部分である。EVA(船外活動)の必要な仕事を代替できるように機能を拡張するためのものである。2008年3月11日にSTS-123で打ち上げられた。特殊目的ロボットアーム(Special Purpose Dexterous Manipulator、SPDM)としても知られる。
デクスターはISSへのカナダの貢献の1つで、「器用」を意味するdexterousから名付けられた。カナダアームやカナダアーム2とのアナロジーでカナダハンドと呼ばれることもある。デクスターはマクドナルド・デトウィラー社が設計、運用している。
2011年2月4日に、宇宙ステーション補給機2号機(HTV2)で運んだ米国の曝露装置2台の移設が地上からの操作で行われたが、これがデクスターの初めての実運用となった。

## 構造
デクスターは頭のない上半身に長さ3.35mの腕2本がついたような構造をしている。長さ3.5mの胴体は「ウエスト」の周りで旋回できる。胴体の上部にはカナダアーム2で把持される際に使われるグラプルフィクスチャが設置されており、カナダアーム2に把持されることによりISSの周りを動くことができる。胴体下部にはロボットの「手」に当たるエンドエフェクタが取付けられており、これを使ってISSのグラプルフィクスチャを把持することで保管状態にする。2本の腕の先端には指に相当するOTCM(Orbit Replacement Unit/Tool Changeout Mechanism)が装備されている。OTCMは、格納式のソケットドライブ、白黒テレビカメラ、照明の他、ペイロードとの間で、電力・データ・映像信号を供給するためのアンビリカルコネクタが内蔵されている。
デクスターの下半分には、雲台付きのカラーテレビカメラ/照明が2台と、ORU(Orbital Replacement Unit)を仮置きする台と工具収納装置が取り付けられている。工具収納装置には、様々な作業に対応するための3種類の工具が収められている。

## 設計と運搬
デクスターは、カナダ宇宙庁の契約の下、カナダのマクドナルド・デトウィラー社によって設計、製造された。運用や宇宙飛行士の訓練もここが担当。
2007年6月中旬に全ての必要な検査を終え、フロリダ州のケネディ宇宙センターに送られた。ケネディ宇宙センターに到着後、飛行前の検証試験が行われてスペースラブパレットに固定された後、スペースシャトルに搭載された。

## 取付け
デクスターは、2008年3月11日のSTS-123のミッションで、エンデバーによりISSに向けて打ち上げられた。3月14日にはISSのカナダアーム2から電力の供給を受け、関節や電子機器を保温するのに必要なヒーターを起動した。3月16日に行われたミッションの2回目の船外活動で、ロボット本体に長さ3.35mの2本のアームを取り付けた。その後、地上からデクスターの電子機器が全て通常通り動くかどうかの試験が行われた。その後、宇宙飛行士が全ての関節が動くかどうかの試験を行った。2008年3月17日の3回目の船外活動で、デクスターの全ての組立作業を終えた。

## その他の利用
2004年8月初旬、NASAはデクスターをハッブル宇宙望遠鏡の救出ミッションに用いるつもりであることを表明した。マクドナルド・デトウィラー社に対してデクスターのコピーの作製を依頼してから数ヶ月後、NASAはハッブル宇宙望遠鏡の救出にスペースシャトルを使うことを決め、ミッションをキャンセルした。NASAはキャンセルの理由として、過度なリスクとスペースシャトル外部燃料タンクへの信頼性を挙げた。
デクスターは、2008年4月1日のNASAのAPODウェブサイトのエイプリルフールのジョーク記事のネタにもなった。